# Curva (municipio)
Curva es una localidad y un municipio de Bolivia, ubicado en la provincia de Bautista Saavedra del departamento de La Paz. La capital del municipio es la localidad homónima. 
Según el último censo boliviano de 2012 realizado por el Instituto Nacional de Estadística de Bolivia (INE), el municipio cuenta con una población de 3284 habitantes y está situado a una altitud promedio de 4.500 metros sobre el nivel del mar.
El municipio posee una extensión superficial de 601 km² y una densidad de población de 11,67 hab/km² (habitante por kilómetro cuadrado).

## Geografía
Limita al norte con los municipios de Pelechuco y Apolo, al sur y al este con el municipio de Charazani y al oeste con el municipio de Pelechuco.

## Demografía
De acuerdo con el censo boliviano de 2024, la población del municipio de Curva es de 6 423 habitantes.
La población del municipio se cuadriplicó entre 1992 y 2024:
| Año  | Habitantes (municipio) | Habitantes (localidad) | Fuente                  |
| ---- | ---------------------- | ---------------------- | ----------------------- |
| 1992 | 1 589                  | 281                    | Censo boliviano de 1992 |
| 2001 | 2 213                  | 523                    | Censo boliviano de 2001 |
| 2012 | 3 285                  | 1 047                  | Censo boliviano de 2012 |
| 2024 | 6 423                  |                        | Censo boliviano de 2024 |